# Эсшетон, Ральф, 2-й барон Клитеро
Ральф Джон Эсшетон, 2-й барон Клитеро (англ. Ralph John Assheton, 2nd Baron Clitheroe; род. 3 ноября 1929) — английский аристократ, бизнесмен и государственный деятель.

## Биография
Лорд Клитеро родился 3 ноября 1929 года. Старший сын Ральфа Эсшетона, 1-го барона Клитеро (1901—1984), консервативного депутата парламента, который занимал пост председателя Консервативной партии с 1944 по 1946 год. Его мать — достопочтенная Сильвия Бенита Фрэнсис Хотэм (? — 1991). Его дедом по отцовской линии был сэр Ральф Кокейн Эсшетон, 1-й баронет (1860—1955), а дедом по материнской линии был Фредерик Уильям Хотэм, 6-й барон Хотэм (1863—1923).
Барон Клитеро учился в Итонском колледже и служил 2-м лейтенантом в лейб-гвардии с 1948 по 1949 год. В 1956 году он получил степень бакалавра искусств (BA) (позже преобразованную в магистра искусств (MA)) в Крайст-Черче, Оксфорд.
Он занимал должность заместителя исполнительного директора Rio Tinto Group и председателя RTZ Chemicals, дочерней компании Rio Tinto. Он также занимал должность председателя Йоркширского банка с 1990 по 1999 год.
Он стал 2-м бароном Клайтеро и 3-м баронетом Эсшетона после смерти его отца в 1984 году. Он был назначен заместителем лейтенанта Ланкашира в 1986 году. Он стал члено ливрейной компании Worshipful Company of Skinners в 1955 году. Он также служил в качестве вице-лорд-лейтенант графства Ланкашир с 1995 по 1999 год.

## Семья
2 мая 1961 года Ральф Эсшетон женился на Джульет Ханбери, дочери подполковника Кристофера Лайонела Ханбери и Леттис Чаррингтон. У супругов трое детей:
- Достопочтенный Ральф Кристофер Эсшетон (род. 19 марта 1962), старший сын и наследник баронства[2]. С 1996 года женат на Оливии Саре Уоррингтон (род. 1963), от брака с которой у него двое детей
- Достопочтенный Джон Хотэм Эсшетон (род. 12 июля 1964), женат с 1989 года на Аманде Фримен, от которой у него трое детей
- Достопочтенная Элизабет Джейн Эсшетон (род. 6 октября 1968), муж с 1995 года Робин Тарлинг, от брака с котоырм у неё двое детей.

Барон Клитеро проживает в Даунхэм-холле.